# Барвинок, Владимир Иванович
Барви́нок Влади́мир Ива́нович (22 июля 1879, село Охрамиевичи, Сосницкий уезд, Черниговская губерния — 1943, Киев) — украинский историк, магистр богословия, историк христианской церкви, библиограф, писатель, деятель Украинской Народной Республики, византолог, преподаватель украиноведения и истории, почётный гражданин Черниговщины, научный сотрудник Всеукраинской академии наук, работник Украинского научного института книгознавства, архивист.

## Биографические сведения
Родился 22 июня 1879 года в семейном имении, расположенном на черниговщине в селе Охрамиевичи, где его предки жили на протяжении свыше ста лет.
Окончил Черниговскую духовную семинарию (1901), Киевскую духовную академию со степенью кандидата богословия (1905), где его учителем был литургист А. А. Дмитриевский, Санкт-Петербургский археологический институт (1908) и историко-филологический факультет Петроградского университета (1909).
В 1905 году женился на Евгении Воловик, родом из Умани, через год родился сын Борис.
Помощник столоначальника (1905), младший столоначальник, затем столоначальник канцелярии обер-прокурора Синода, магистр богословия, коллежский асессор (1911), младший столоначальник Департамента по делам Православной Церкви Министерства исповеданий, секретарь I отдела Предсоборного совета, делопроизводитель II отдела Поместного Собора Православной Российской Церкви (1917).
Одновременно  преподавал историю в Петроградском реальном училище А. И. Гельда (1912—1917).
С 1918 года библиограф Национальной библиотеки Украинской Державы в Киеве, чиновник в Министерстве исповеданий, вице-директор Департамента инославия и иноверия, преподаватель литературы и украиноведения в киевской технической школе.
В 1919—1928 годах сотрудник историко-филологического отдела Украинской академии наук.
С 30 августа 1924 года стал секретарём Археологического комитета и Украинского научно-исследовательского института книговедения. Одновременно (1924—1925) нештатный постоянный сотрудник академической библиотеки в Михайловском саду.
С 1928 года по 1930 год— секретарь Софийской комиссии и художественного отдела Всеукраинского археологического комитета (ВУАК). В 1930 родился внук Юрий.
В 1930—1933 годах работал секретарём  (ВУАК), который координировал всю археологическую деятельность на Украине.

## Описание трудов
Работал во многих разнообразных отраслях, в первую очередь его интересовала история Украины, история славянских народов и украинское стародрукарство. Автор трудов по истории православной церкви и её деятелей, статей исторически-юридического содержания. Описывал стародруки киевских книгосборников, Щекавицкой и Андреевской церквей, латинские и польские стародруки в архивах и библиотеках Москвы и Петербурга. Помогал академику М. И. Петрову в подготовке исследований из истории староукраинского писательства. Самим известным его трудомявляется «Никифор Влеммид и его произведения».
В предисловии к «Загальний огляд стародруків київських бібліотек» критиковал недостаток финансирования Всеукраинской академии наук и подчёркивал, что киевские старые издания принципиально отличаются от московских.
Краткий перечень его публикаций:
- Состояние Отечественной Церкви в 1903–1904 гг. // Церковные ведомости. 1909. № 33–34.
- Православная Церковь и ее миссия в 1903–1904 гг. // Миссионерское обозрение. 1909. № 9.
- Время происхождения проздравных величалий и избранных псалмов. Киев, 1910.
- Никифор Влеммид и его сочинения. Киев, 1911 (магистерская диссертация).
- Об обязанностях государей по воззрению Никифора Влеммида. Киев, 1911.
- Учебно-литературная деятельность проф. В. Ф. Павлицкого // Церк. вест. № 31 (1911)
- Некрологи; Состояние старообрядчества в 1909 г. // Церковные ведомости. 1911. № 22, 29–31, 34, 39;
- Об изображениях святых апостолов Петра и Павла. СПб., 1912.
- Св. равноапостольный князь Владимир. СПб., 1912.
- Нравственный символизм русской иконописи XVI–XVII вв. К., 1912.
- Давняя борьба русских с немцами. Петроград, 1915.
- Грюнвальдская битва — прообраз единения славян; Русские государи в Галиции // Приходские чтения. 1915. № 91, 107.
- Обрання першоієрарха незалежних Церков // Віра та держава. 1918. № 1
- Загальний огляд стародруків київських бібліотек. Киев, 1924.
- Огляд бібліографії церковно-слов’янських стародрукованих книг. Киев, 1925.
- Роль балканських слов’ян в історії Візантії за Четвертого хрестового походу // Юбил. зб. на почёт академика Д. И. Багалия. Киев, 1927.

Автор рецензий: «Огиенко. История украинского книгопечатания. Т. 1» // «Зап. Истор.-филол. отдела», Киев, 1926, кн. 7-8;"С. И. Маслов. Украинская печатная книга XVI—XVIII вв." // Там сам; «Свенцицкий. Иконопись Галицкой Украины XV-XVII возрастов» // «Хроника археологии и мист-ва», К., 1930, ч. 2.